# Nunda
Nunda o Mngwa (que significa "bestia extraña") es el nombre dado por los pobladores de algunas zonas de Kenia, Uganda y Tanzania a un críptido, al parecer un félido, que protagonizó varios ataques a personas.

## Historia
Aunque la leyenda del nunda se remonta 8 siglos atrás, la oleada de ataques mejor documentada se produjo en 1922 en el poblado de Lindi. Todo comenzó con la muerte de un askari (agente de la policía indígena) durante la noche, mientras vigilaba unas mercancías. Unos testigos dijeron haber visto un enorme gato gris moteado atacar al askari y lo identificaron con el nunda. Al día siguiente otro askari murió sin que las batidas lograran capturar al misterioso félido. Los ataques continuaron durante algunas semanas y aunque se encontraron huellas e incluso un puñado de pelos, los medios de aquella época no permitieron identificar al animal.

## Hipótesis
Entre las hipótesis sobre la identidad del nunda destaca la de que una pequeña población de félidos prehistóricos, tal vez macairodóntinos (tigres dientes de sable) o de otro tipo haya sobrevivido y que al igual que ocurre con los leones, unos pocos ejemplares sean antropófagos. Estos escasos ejemplares serían los protagonistas de los ataques. Otra teoría es que se tratase de leopardos con una mutación que les impulsase a crecer más, cambiar su coloración y hacerse antropófagos. Incluso es posible que fuese un híbrido entre dos especies del género Panthera.